# Asia Rugby U19 2019
El Asia Rugby U19 del 2019 fue la edición del torneo que organiza Asia Rugby, otra vez se disputó en la República de China pero en esta oportunidad la ciudad elegida para disputar los partidos fue Kaohsiung. Hong Kong obtuvo el primer lugar y clasificación a España 2020 luego de dos triunfos y una derrota.

## Equipos participantes
- Selección juvenil de rugby de China Taipéi
- Selección juvenil de rugby de Corea del Sur
- Selección juvenil de rugby de Hong Kong (Dragones)
- Selección juvenil de rugby de Singapur (Junior Reds)

## Posiciones
| Pos. | Equipo        | Encuentros | Encuentros | Encuentros | Encuentros | Tantos  | Tantos    | Tantos     | Puntos |
| Pos. | Equipo        | jugados    | ganados    | empatados  | perdidos   | a favor | en contra | diferencia | Puntos |
| ---- | ------------- | ---------- | ---------- | ---------- | ---------- | ------- | --------- | ---------- | ------ |
| 1    | Hong Kong     | 3          | 2          | 0          | 1          | 91      | 67        | + 24       | 10     |
| 2    | Corea del Sur | 3          | 2          | 0          | 1          | 73      | 64        | + 9        | 9      |
| 3    | China Taipéi  | 3          | 2          | 0          | 1          | 49      | 44        | + 5        | 9      |
| 4    | Singapur      | 3          | 0          | 0          | 3          | 55      | 93        | - 38       | 3      |

Nota: Se otorgan 4 puntos al equipo que gane un partido, 2 al que empate y 0 al que pierda
Puntos Bonus: 1 punto por convertir 4 tries o más en un partido y 1 al equipo que pierda por no más de 7 tantos de diferencia
|  | Campeón y clasifica a España 2020 |

|  | Último y desciende a U19 1 2020 |

## Resultados

### Primera fecha
| 8 de diciembre 17:00 | Hong Kong | 47 - 20 | Singapur |  |  |
|                      |           | Reporte |          |  |  |

| 8 de diciembre 19:00 | China Taipéi | 7 - 22 | Corea del Sur |  |  |

### Segunda fecha
| 11 de diciembre 17:00 | Corea del Sur | 32 - 28 | Singapur |  |  |

| 11 de diciembre 19:00 | China Taipéi | 28 - 15 | Hong Kong |  |  |

### Tercera fecha
| 14 de diciembre 17:00 | Hong Kong | 29 - 19 | Corea del Sur |  |  |

| 14 de diciembre 19:00 | China Taipéi | 14 - 7 | Singapur |  |  |

| Bandera de Hong Kong |
| Campeón Hong Kong    |
|                      |